# Eric Staal

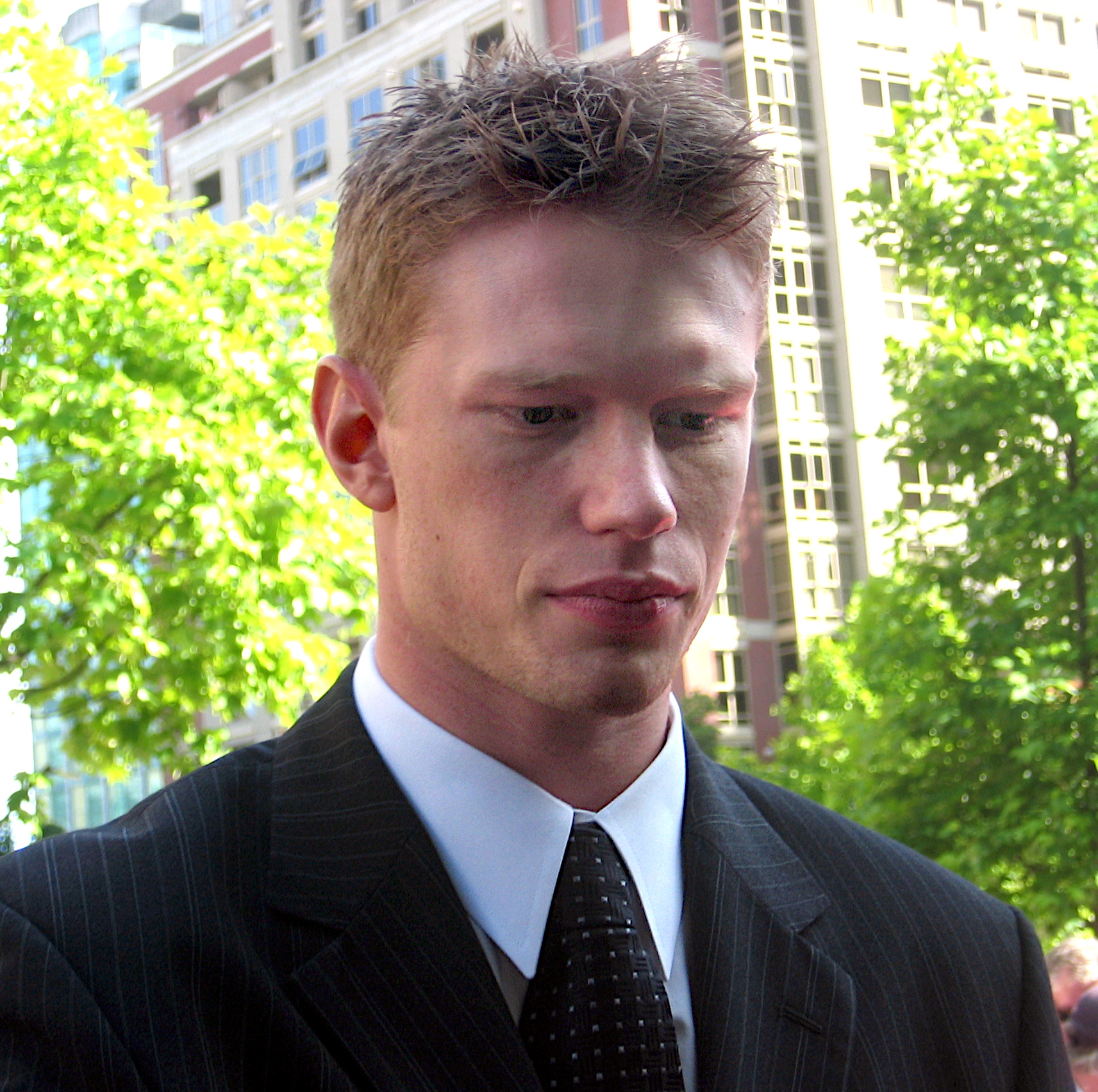
Eric Staal

Eric Craig Staal (Thunder Bay, 29 oktober 1984) is een Canadese ijshockeyer. Hij debuteerde in 2003 in de National Hockey League (NHL) in dienst van Carolina Hurricanes, waar hij uitgroeide tot aanvoerder. In de 2003 entry draft werd hij als tweede gekozen, na Marc-Andre Fleury. Staal heeft Nederlandse grootouders. Zijn grootmoeder Lammie was een nicht van verzetsman Johannes Post.
Met Staal in het team wonnen de Hurricanes in 2006 voor het eerst de Stanley Cup. Kort daarna tekende hij bij die club een driejarig contract, waarmee hij 13,5 miljoen dollar per jaar ging verdienen. Zijn drie jongere broers Marc Staal, Jordan Staal en Jared Staal bereikten ook de NHL. Tijdens de NHL All-Star game 2008 werd hij uitgeroepen tot de first star (NHL Most Valuable Player).
Staal won in 2010 met Canada goud op de Olympische Spelen. Hij trad hierdoor toe tot een select gezelschap dat drievoudig goud (Stanley Cup, WK en Olympische Spelen) heeft gewonnen.
Na zeventien jaar voor ze gespeeld te hebben werd Staal in 2020 door de Hurricanes verkocht aan de Buffalo Sabres. Na een half seizoen werd hij overgenomen door de Montreal Canadiens. Tijdens de Olympische Winterspelen 2022 in Peking komt hij in actie als aanvoerder van de Canadese ploeg.

## Prijzen en prestaties
- 2002-2003: Top Draft Prospect Award (OHL)
- 2002-2003: Second All-Star team (OHL)
- 2002-2003: First All-Star team (OHL)
- 2003-2004: Gespeeld in de Youngstar game (NHL)
- 2005-2006: Winnaar met Carolina Hurricanes van de Stanley Cup
- 2006-2007: Geselecteerd voor de All-Star game (NHL)
- 2007-2008: Geselecteerd voor en uitgeroepen tot de All-Star game (NHL)
- 2010: Goudenmedaillewinnaar Olympische Spelen